# オルク・ブカ
オルク・ブカ（モンゴル語: Örüg buqa、生没年不詳）は、14世紀半ばに大元ウルスに仕えたスルドス部出身の官僚。建国の功臣チラウンの末裔ながら、蒙古人枠の科挙を突破し官僚として末期の大元ウルスに仕えたことで知られる。
『元史』などの漢文史料では月魯不花(yuèlǔbùhuā)と記される。

## 概要
オルク・ブカの一族は「四駿四狗」と讃えられた建国の功臣、チラウンの子孫であるが、『元史』や『集史』に言及がなく「遜都台公墓誌銘」にのみその家系が記されている。「遜都台公墓誌銘」によると、チラウンの息子のナドルはビチクチの曾孫にトク・テムルという人物がおり、このトク・テムルこそがオルク・ブカの父であった。トク・テムルが任務で越州に赴任すると、この地でオルク・ブカは韓性に師事し漢学を学んだ。科挙の郷試を受けたオルク・ブカは右榜（蒙古人・色目人）の中で第一位となり、元統元年（1333年）には進士となった。官に就いたオルク・ブカはまず台州路録事司ダルガチに任じられ、現地では孔子廟を建設するなどして儒学の振興を図った。
至正元年（1341年）には行都水監（治水を掌る都水監の出先機関）に属し、ついで広東廉訪司、吏部員外郎とされた。至正14年（1354年）、太師・右丞相トクトによる紅巾の乱平定のための南征が始まると、オルク・ブカもこれに従軍し兵站の管理を担当した。その後、吏部郎中から監察御史に昇格となり、この頃皇帝自ら祭祀を行うこと、また皇太子に重臣をつけて指導させることなどを上奏し認められている。
その後、保定路ダルガチを経て吏部尚書に任じられたが、保定路を離れる時には現地の父老に保定に留まって統治を続けて欲しいと乞われ、尚書のまま現地に留まった。保定路においてオルク・ブカはよく紅巾の乱の侵攻を退けたが、遂には中央に召還されてしまった。オルク・ブカが去るのを忍びなく思った保定の住民は肖像画を作ってこれを祀ったが、オルク・ブカが保定を離れて一月と持たず保定は紅巾軍によって占領されてしまった。中央に戻ったオルク・ブカは大都路のダルガチとされたが、今度は永平で叛乱を起こした程思忠を説得して投降させるよう命じられた。周囲の者は命を捨てるようなものだと引き留めたが、オルク・ブカは毅然として任務に臨み、反乱軍の説得に成功したという。
その後、翰林侍講学士を経て今度は江南行御史台の中丞に任じられたオルク・ブカは、海路より紹興に入った。折しも浙江地方では張士誠が自立を始めており、紹興から逃れざるを得なくなったオルク・ブカは妻子らを帯同して船で慶元まで逃れ、これを察知した張士誠の部下がこれを追跡したが追いつけなかったという。
紹興から逃れた後は山南道廉訪使に任じられ、海路から北方に向かおうとしたが、その道中でオルク・ブカ一行は倭寇に遭遇した。オルク・ブカは賊に屈服することをよしとせず殺され、同行していた次男の老安・甥の百家奴ら80人余りがこの時ともに亡くなった。

## スルドス部ソルカン・シラ家
- 千人隊長ソルカン・シラ（Sorqan Šira ＞鎖児罕失剌/suŏérhǎnshīlà,سورغان شيره/Sūrghān Shīra）
  - チラウン・バートル（Čila'un ba'atur ＞赤老温/chìlǎowēn,چيلاوغان بهادر/Chīlāūghān bahādur）
    - スドン・ノヤン（Sudon noyan ＞宿敦/sùdūn,سدون نویان/Sudūn Nūyān）
      - カジュダル（Qajudar ＞قاجودر/Qājūdar）
      - サルタク・ノヤン（Sartaq noyan ＞سرتاق نویان/Sartāq Nūyān）
      - 万人隊長ブルジャ（Burja ＞بورجه/Būrja）
      - 極位御家人スンジャク・ノヤン（Sunjaq noyan ＞سونجاق نویان/Sūnjāq Nūyān）
      - トダン（Tudan ＞تودان/Tūdān）
        - マリク（Malik ＞ملك）
          - 万人隊長チュバン（Čuban ＞出班/chūbān,جوبان/Jūbān）
            - アミール・ハサン（Amīr Ḥasan ＞أمير حسن）
            - テムル・タシュ（Temür taš ＞أمير تیمور تاش/Amīr tīmūr Tāsh）
              - シャイフ・ハサン（Shaykh ḥasan ＞شیخ حسن）
              - マリク・アシュラフ（Malek Ashraf ＞ملک اشرف）

            - ダムシャク・ホージャ（Damshaq noyan ＞خواجه نویان）
            - シャイフ・マフムード（Shaikh Maḥmūd ＞شيخ محمود）

    - アラカン（Alaqan ＞阿剌罕/ālàhǎn）
      - ソグドゥ（Soγudu ＞鎖兀都/suŏwùdōu）
        - タングタイ（Tangγutai ＞唐古䚟/tánggŭdǎi）
          - ガインドゥバル（Gaindu-dpal ＞健都班/jiàndōubān）

    - ナドル・ビチクチ（Nadr ＞納図児/nàtúér）
      - チャラン（Čalan ＞察剌/chálà）
        - ウクナ（Uquna ＞忽訥/hūnè）
          - トク・テムル（Toq temür ＞脱帖穆耳/tuōtièmùěr）
            - オルク・ブカ（Örüg buqa ＞月魯不花/yuèlǔbùhuā）

  - チンバイ（Čimbai ＞沈伯/shĕnbǎi）